# Frank Corsaro
Francesco Andrea „Frank“ Corsaro (* 22. Dezember 1924 in New York City; † 11. November 2017 in Suwanee, Georgia) war ein US-amerikanischer Theater-, Opern- und Filmregisseur, Librettist und Schriftsteller.
Corsaro besuchte von 1945 bis 1948 die Yale School of Drama, studierte dann am City College of New York und am Actors Studio. In den 1950er Jahren leitete er am Broadway Aufführungen von Roald Dahls The Honeys (mit Hume Cronyn und Jessica Tandy), Michael V. Gazzos A Hatful of Rain (mit Ben Gazzara, Anthony Franciosa und Shelley Winters) und Tennessee Williams’ Night of the Iguana (mit Bette Davis und James Farentino).
Seit 1958 arbeitete Corsaro für die New York City Opera; an der Metropolitan Opera debütierte er 1984 mit Georg Friedrich Händels Rinaldo. Für die Fernsehreihe Bob Hope Presents the Chrysler Theatre produzierte er 1964 eine Kurzversion von William Inges Out on the Outskirts of Town mit Anne Bancroft, Jack Warden, Fay Bainter und William Inge selbst. Daneben verfasste Corsaro mehrere Opernlibretti und das Theaterstück A Piece of Blue Sky, das er mit Roland Winters, Nancy Marchand, Marian Seldes und Morgan Sterne aufführte, sowie u. a. einen Roman und seine Memoiren. Als Schauspieler trat er in Paul Newmans Rachel, Rachel neben Joanne Woodward auf. Corsaro starb im November 2017 im Alter von 92 Jahren.